# Streitfeld
Streitfeld ist ein Siedlungsteil der sächsischen Gemeinde Lawalde im Landkreis Görlitz in der Oberlausitz.
Er befindet sich südlich des Fußes des Kötzschauer Berges. Ein ausgezeichneter Blick nach Süden, zum Kottmar und zum Löbauer Berg ist möglich.

## Geschichte

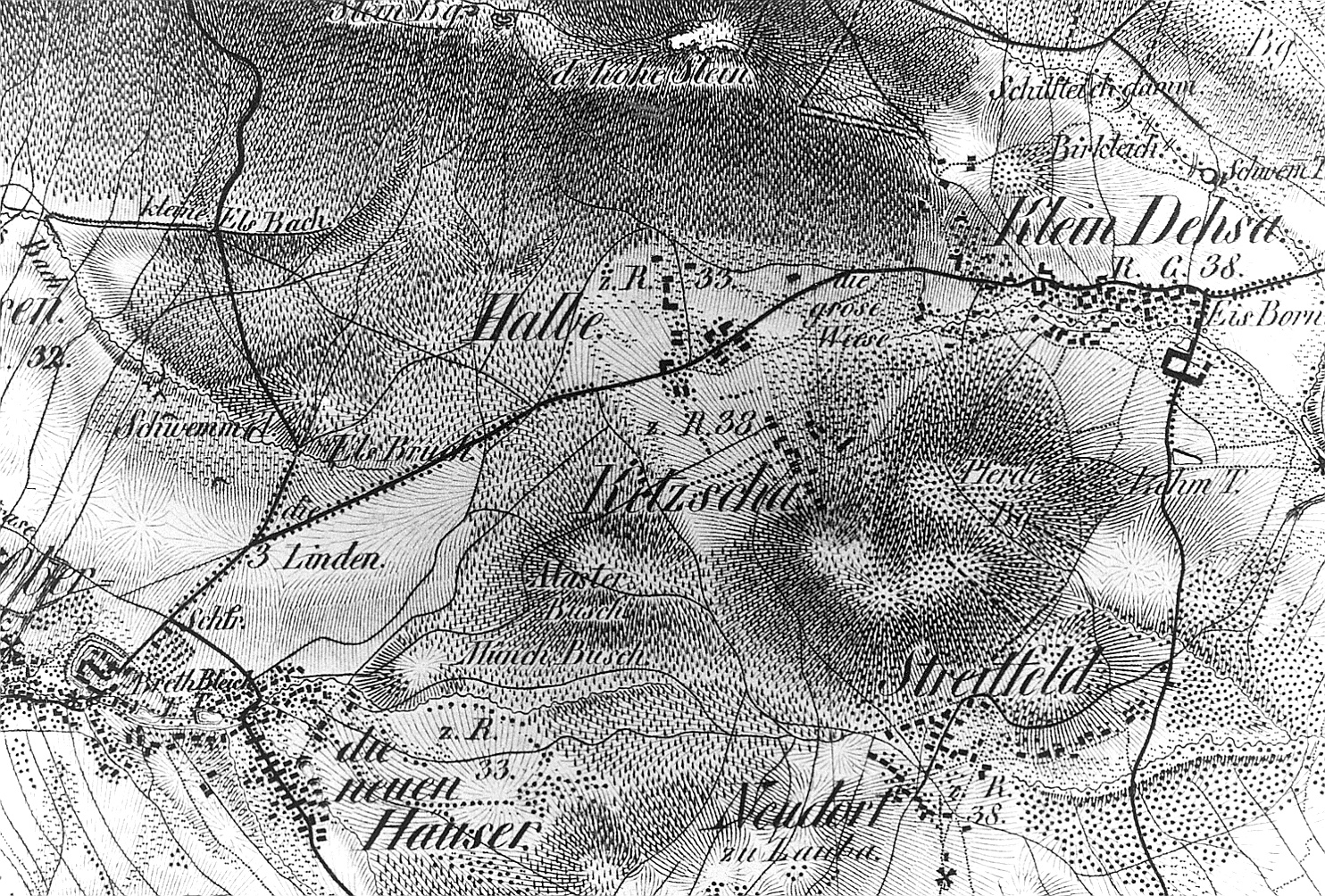
Karte von Oberreit mit Streitfeld um 1821/22

Streitfeld war in zwei getrennte Siedlungen aufgeteilt. Die ältere, östlich gelegene gehörte zur Gemeinde Kleindehsa, die jüngere, größere und westlich gelegene zur Gemeinde Lauba, welche korrekter Neudorf-Lauba heißt.
Der Kleindehsaer Siedlungsteil von Streitfeld wurde in der ersten Hälfte des 17. Jahrhunderts als Gutssiedlung angelegt. Er wurde seit 1966 durch eine Wochenendsiedlung erweitert und erstreckt sich als Häuserzeile nordostwärts am Rand eines Rinnsals. 1651 kamen nach einer grundherrschaftlichen Teilung sowohl Kleindehsa als auch das Sträckfeld an Otto Heinrich von Nostitz. Später werden die Namen Strauch-, Born- und Steinfeld in Urkunden erwähnt.
1825 sind 5 von 10 Wirtschaften  „auf dem Dominio ausgebaut“ im Grundbesitz der Kleindehsaer Herrschaft.
Der Laubaer Siedlungsanteil erstreckt sich in mehreren Häusergruppen vom Waldrand hinunter über den Hang des Kötzschauer Berges nach Südwesten.
Hier wurden liegende pleistozäne Kiese und Sande im Wald an der Straße nach Halbau und gegen Obercunewalde in einer Grube abgebaut. Die Siedlung selbst ist erheblich jünger.
Es wurde immerhin schon 1651 ein Teil des Bornfeldes Lauba zugeordnet, aber erst ab 1818 legte der Niederlaubaer Gutsbesitzer dort die Siedlung Neudorf-Lauba an. Dabei erhielten 42 Siedler jeweils 4 bis 6 Scheffel Land, welches sie „sukzessiv in Felder wandeln und urbar machen“ sollten. 1823 wendete sich die Altgemeinde Lauba in einer Beschwerde an den Amtshauptmann von Löbau. Sie wollten die neuen Siedler und die im Jahr 1820 angelegte Schenke nicht anerkennen. Die Eingemeindung des Siedlungsteiles erfolgte erst 1854. Eine Bockwindmühle (als südlichstes, etwas vorgeschobenes Anwesen) mit 3 Gängen arbeitete bis 1920 und wurde 1926 abgerissen. Erhalten blieb das Wohnhaus unter hohen Linden, welches ein schönes Umgebindehaus mit Fachwerkobergeschoss und Krüppelwalmdach ist.
Streitfeld gehört seit 1994 zu Lawalde.
Verwaltungszugehörigkeit:
1777: Bautzener Kreis, 1843: Landgerichtsbezirk Löbau, 1856: Gerichtsamt Löbau, 1875: Amtshauptmannschaft Löbau, 1952: Landkreis Löbau, 1994: Landkreis Löbau-Zittau, 2008: Landkreis Görlitz
Einwohnerentwicklung:
- 1777: 5 Gärtner, 5 Häusler,
- 1834: 51,
- 1838: 12 Häuser mit 54 Bewohnern,
- 1871: 60,
- 1890: 64